# Papst-Johannes-XXIII.-Schule
Die Erzbischöfliche Papst-Johannes-XXIII.-Schule, auch Papst-Johannes-XXIII.-Gesamtschule, ital. Scuola Papa Giovanni XXIII, ist eine Schule in Trägerschaft des Erzbistums Köln, die nach Papst Johannes XXIII. benannt ist. Standort der Schule ist Pulheim-Stommeln. Sie geht auf die Einrichtung einer italienischen Auslandsschule, einer „Scuola Media“, durch das italienische Generalkonsulat im Jahr 1966 zurück. In ihrer Geschichte war die Schule bereits Hauptschule, Gesamtschule ohne und mit gymnasialer Oberstufe und hatte zeitweise ein Internat. Zwar wurde die letzte Scuola-Media-Prüfung im Jahr 2008 durchgeführt und seitdem eine Anerkennung als Schule italienischen Rechts nicht mehr beantragt, gleichsam hat die Schule ihr bilinguales, deutsch-italienisches Profil bis heute beibehalten.

## Trivia
Mit der Erzbischöflichen Sankt-Joseph-Gesamtschule in Bad Honnef ist die Papst-Johannes-XXIII.-Schule eine von zwei Gesamtschulen in Trägerschaft des Erzbistums Köln.